# ديفيد روبرتسون (لاعب كرة قاعدة)
ديفيد روبرتسون (بالإنجليزية: David Robertson)‏ هو لاعب كرة قاعدة أمريكي، ولد في 9 أبريل 1985 في برمنغهام في الولايات المتحدة.

## وصلات خارجية
- ديفيد روبرتسون على موقع دوري كرة القاعدة الرئيسي (الإنجليزية)
- ديفيد روبرتسون على موقعبيزبول رفرنس.كوم (الدوري الرئيسي) (الإنجليزية)
- ديفيد روبرتسون على موقعبيزبول رفرنس.كوم (الدوري الثانوي) (الإنجليزية)
- ديفيد روبرتسون على موقع إي إس بي إن.كوم (أم.أل.بي) (الإنجليزية)
- ديفيد روبرتسون على موقع مشجعي الرسوم البيانية (الإنجليزية)
- ديفيد روبرتسون على موقع اللجنة الأولمبية الدولية (الإنجليزية)
- ديفيد روبرتسون على موقع أوليمبيديا (الإنجليزية)